# Gouverneurswahlen in den Vereinigten Staaten 2013

Endergebnis der US-Gouverneurswahlen 2013:
Zugewinn der Demokraten
Republikaner bestätigt

Im Jahr 2013 fanden in den Vereinigten Staaten nur in zwei der 50 Bundesstaaten Gouverneurswahlen statt. Sowohl in Virginia als auch New Jersey wurden die Wahlen für den Gouverneur, der als Oberhaupt der bundesstaatlichen Exekutive die Regierungsgeschäfte seines Staates leitet, am 5. November 2013 abgehalten. Da parallel weder Präsidentschafts- noch Kongresswahlen durchgeführt wurden, werden sie im Amerikanischen als sogenannte off-year elections bezeichnet; also Wahlen, die in einem ungeraden Jahr (bspw. 2011, 2013 und 2015) stattfinden.
Sowohl in Virginia als auch New Jersey wird der Gouverneur im Turnus von vier Jahren per Direktwahl bestimmt. Die nächsten Gouverneurswahlen in diesen Staaten finden also im November 2017 statt. Infolge der Gouverneurswahlen errangen die Demokraten mit dem Sieg Terry McAuliffes in Virginia ein Gouverneursmandat hinzu, während dem republikanischen Amtsinhaber Chris Christie in New Jersey die Wiederwahl gelang.

## New Jersey

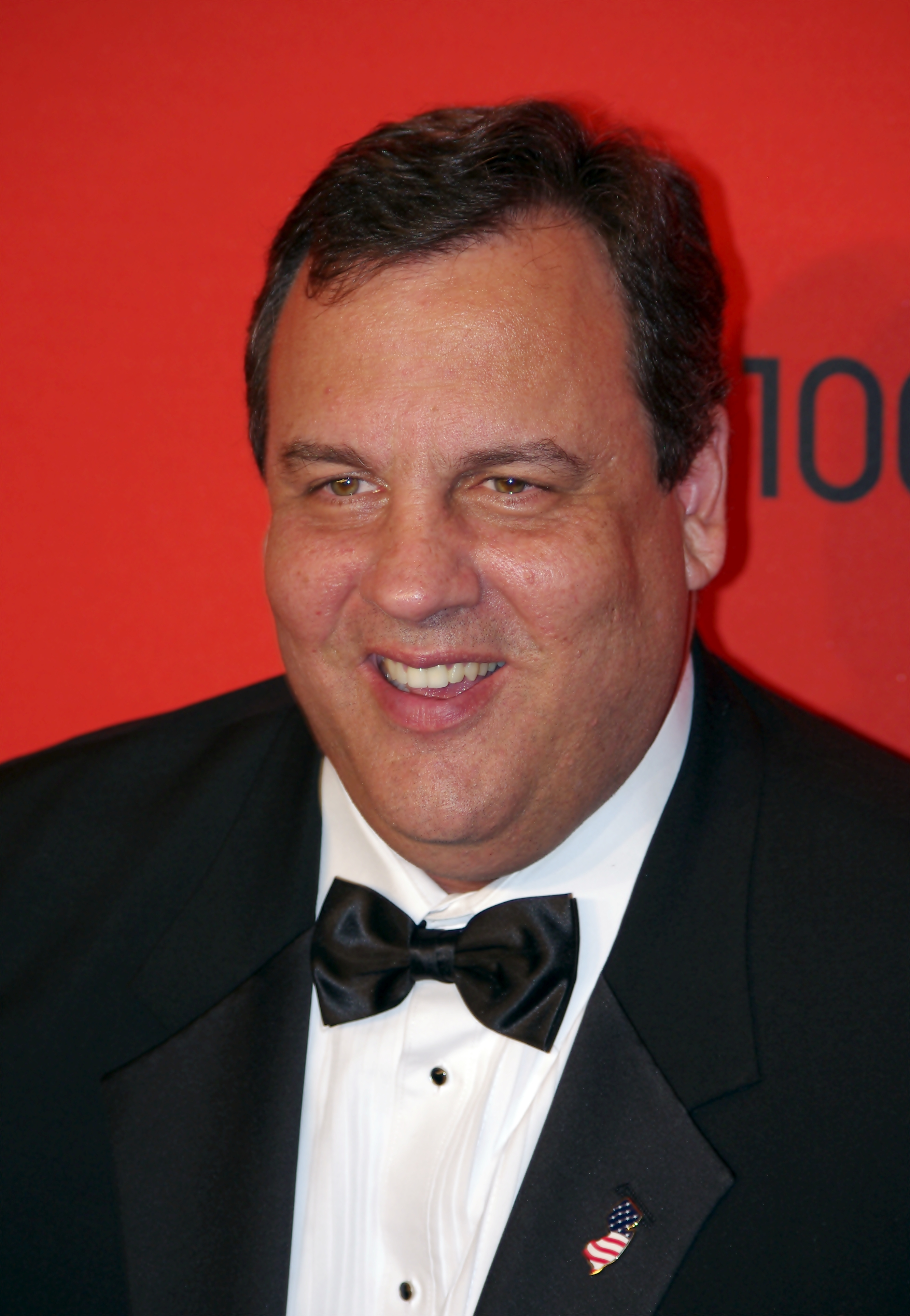
Gouverneur Chris Christie (Republikaner)
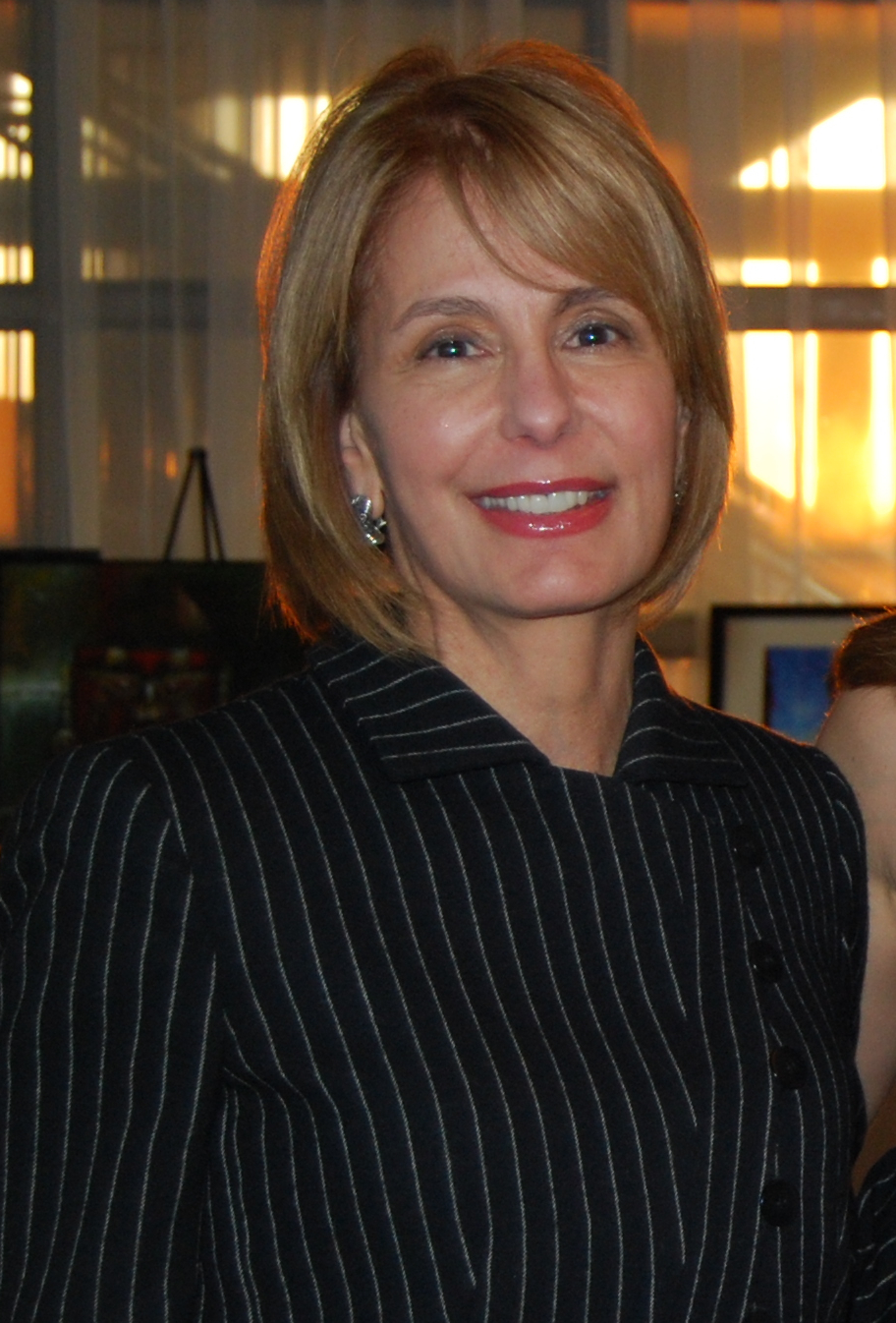
Barbara Buono (Demokratin)

Aus der vergangenen Wahl im Jahr 2009 ging der Republikaner Chris Christie als Sieger hervor. Er konnte den demokratischen Amtsinhaber Jon Corzine schlagen. Während seiner ersten Amtszeit gelang es Christie, in Umfragen viele Bürger mit seiner Politik zu überzeugen. Vor allem wurde ihm der Ruf eines überparteilichen Machers zuteil, da New Jersey traditionell ein eher liberaler Staat ist, der sowohl auf lokaler Ebene als auch bei den Präsidentschaftswahlen stark zu den Demokraten tendiert. So verfügen die Demokraten im bundesstaatlichen Parlament über eine klare Mehrheit. Christie, der innerhalb seiner Partei für eher gemäßigte Positionen steht, gelang es, mit den demokratischen Abgeordneten ohne größere Schwierigkeiten zusammenzuarbeiten, was ihn auch bei vielen demokratischen Anhängern durchaus wählbar machte. Auch sein Krisenmanagement nach dem Hurrikan Sandy im Oktober 2012 wurde über Parteigrenzen hinweg positiv bewertet.
Von seiner Partei wurde Gouverneur Christie bei den republikanischen Vorwahlen im Frühjahr 2013 ohne nennenswerte Konkurrenz erneut aufgestellt. Die Demokraten nominierten die Staatssenatorin Barbara Buono als Kandidatin, die sich bei den Vorwahlen überlegen gegen den Lokalpolitiker Troy Webster durchsetzte.
Christie verwies auf die wirtschaftliche Erholung seines Bundesstaates seit der Finanzkrise 2009 und eine Reduzierung des Haushaltsdefizits. Buono warf dem Amtsinhaber vor, sich nicht ausreichend für sozial benachteiligte Bevölkerungsgruppen einzusetzen und beschuldigte ihn, das Gouverneursamt nur als Sprungbrett für eine mögliche Präsidentschaftskandidatur 2016 zu „missbrauchen“. Christie konnte sämtliche Umfragen vor der Wahl mit klarem Vorsprung anführen. Am Wahltag setzte er sich mit 60,3 % der Stimmen klar durch; für seine Herausforderin stimmten 38,2 % der Wähler. Im Januar 2014 wurde Christie dann für seine zweite Amtszeit vereidigt.

## Virginia

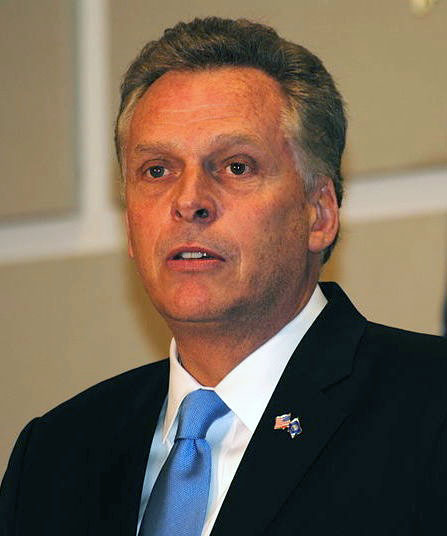
Terry McAuliffe (Demokrat)
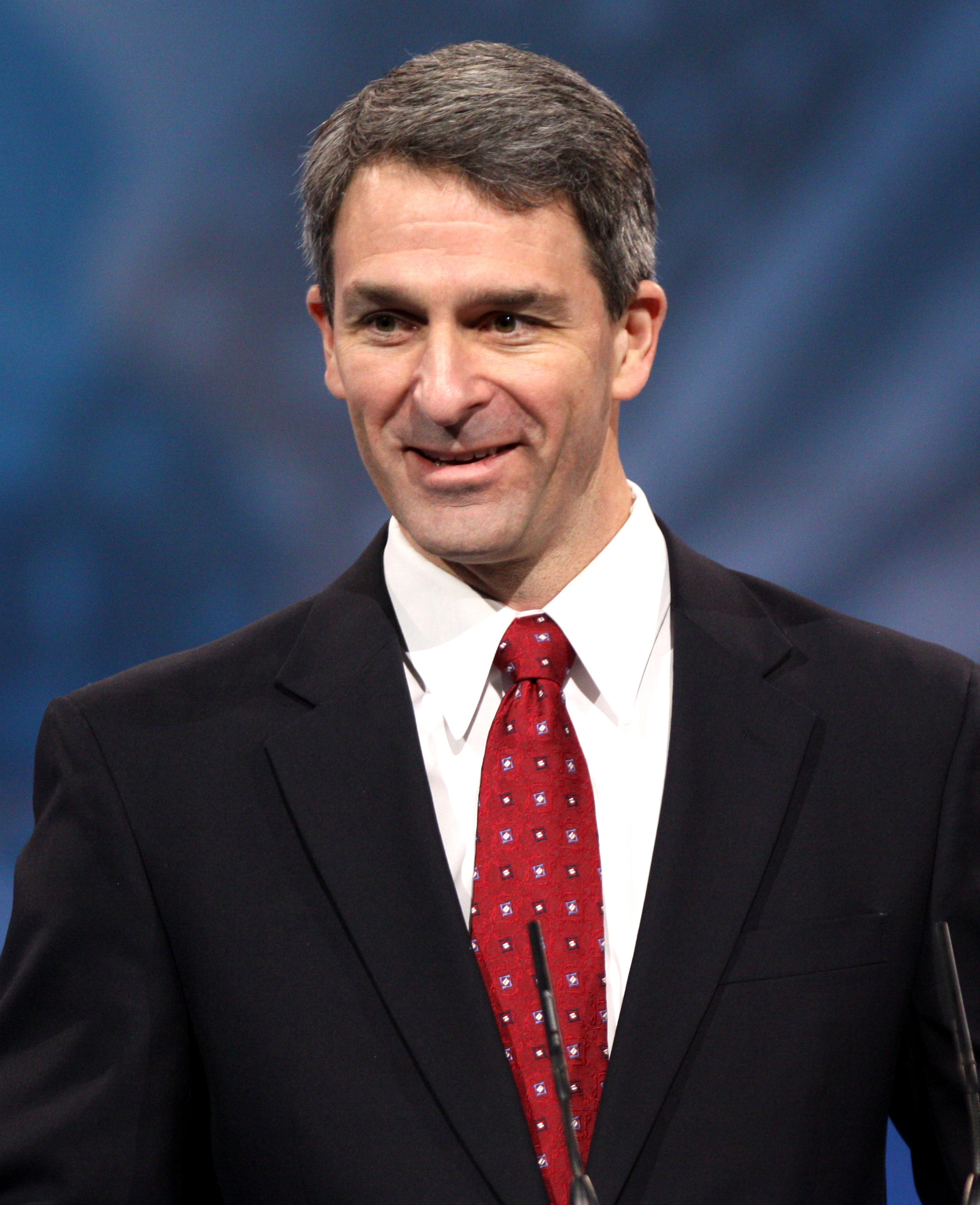
Ken Cuccinelli (Republikaner)
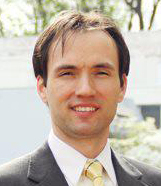
Robert Sarvis (Libertärer)

Virginia ist der einzige US-Bundesstaat, der eine unmittelbare Wiederwahl des Gouverneurs nicht zulässt. Daher wird das Amt alle vier Jahre neu besetzt. Amtsinhaber Bob McDonnell, der innerhalb der Republikanischen Partei eher für rechtskonservative Positionen steht, war somit nicht zu einer Kandidatur berechtigt. Anstelle seiner trat Attorney General Ken Cuccinelli für die Republikaner an. Überraschenderweise gab es für den Tea-Party-Bewegung nahestehenden Politiker keine innerparteiliche Konkurrenz. Auch bei den Demokraten gab es nur einen Kandidaten. Sie nominierten den Geschäftsmann und früheren Vorsitzenden des Demokratischen Nationalkomitees Terry McAuliffe. Durch sein Profil als Unternehmer sollte mit McAuliffe vor allem Wirtschaftskompetenz dargestellt werden; gleichzeitig jedoch auch das Eintreten für soziale Belange. Zu dieser Wahl stellte auch die Libertarian Party einen Bewerber auf. Allerdings wurden ihrem Kandidaten Robert Sarvis keine Chancen auf einen Wahlsieg eingeräumt. Es wurde eher befürchtet, dass er die Republikaner ausreichend Stimmen kosten würde, um den Demokraten einen Sieg zu ermöglichen.
Die Meinungsumfragen sahen ein Kopf-an-Kopf-Rennen zwischen McAufliffe und Cuccinelli, obwohl es McAufliffe gelang mehr Befragungen anzuführen. Schlussendlich konnte er die Wahl dann auch mit 47,8 % der Stimmen für sich entscheiden. Cuccinelli erhielt 45,2 %, während Sarvis mit 6,5 % abgeschlagener Dritter wurde. McAufliffe übernahm das Gouverneursamt turnusgemäß im Januar 2014. Es war die erste Gouverneurswahl in Virginia seit dem Jahr 1977, in der die Partei des amtierenden US-Präsidenten als Sieger hervorging.
Die Niederlage Cuccinellis sowie der gleichzeitige Sieg des gemäßigten Chris Christie in New Jersey wurde von vielen politischen Beobachtern als Niederlage der Tea-Party-Bewegung gegenüber dem republikanischen Parteiestablishment gewertet.